# Marihueñu

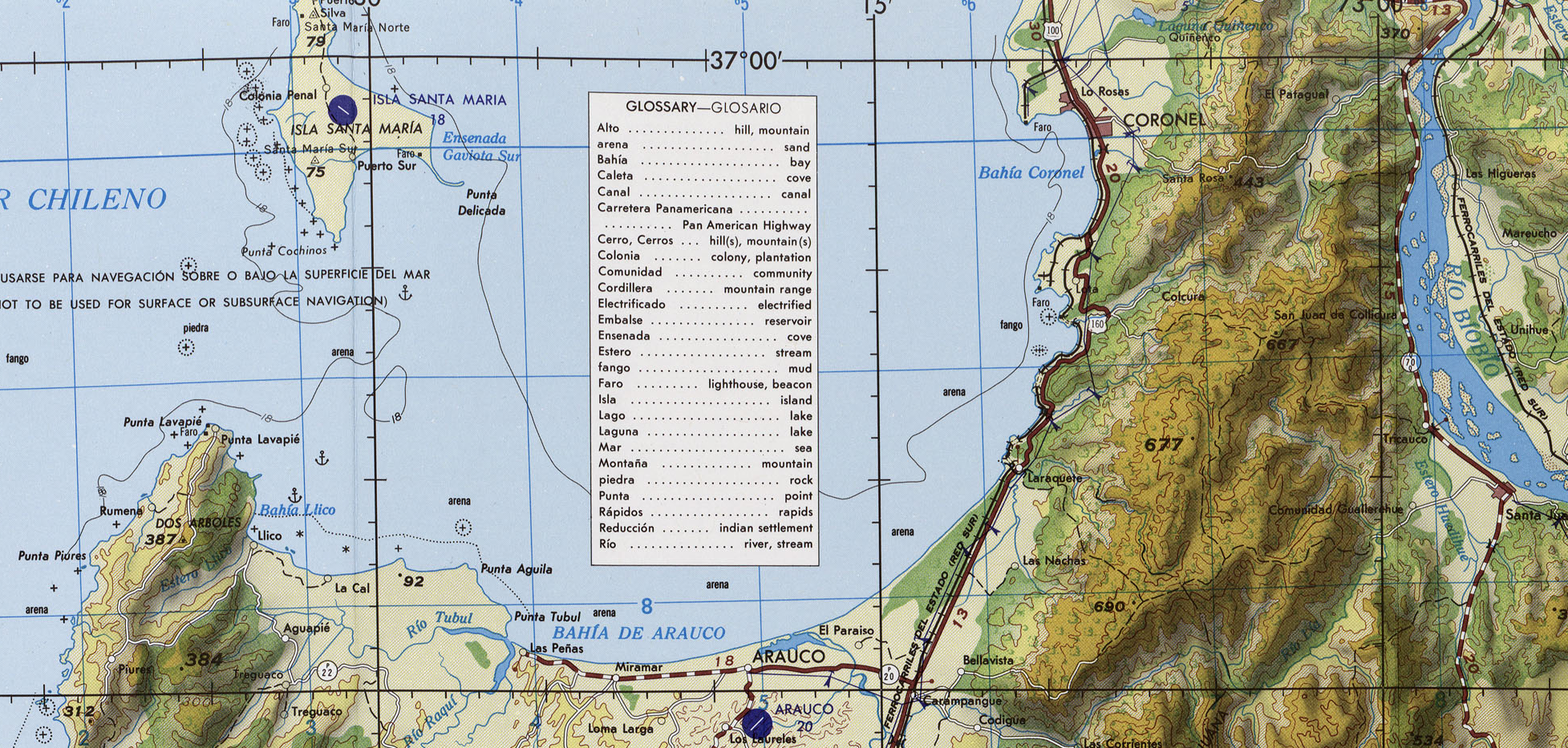
Lota, Bahía de Arauco, Coronel, Laraquete, Carampangue.

Marihueñu, cuesta que transmonta la Cordillera de Nahuelbuta y que comienza en el Valle de Chivilingo (entre Lota y Laraquete en la VIII Región de Chile, también conocida como "cuesta Villagra" o "cerro Villagrán".
Lugar histórico por ser escenario la Batalla de Marihueñu, donde tuvo lugar la sangrienta derrota española por parte de las huestes de Lautaro sobre las fuerzas de Francisco de Villagra, sucesor de Pedro de Valdivia el 26 de febrero de 1554.